# Fo(u)r Peace Central Europe

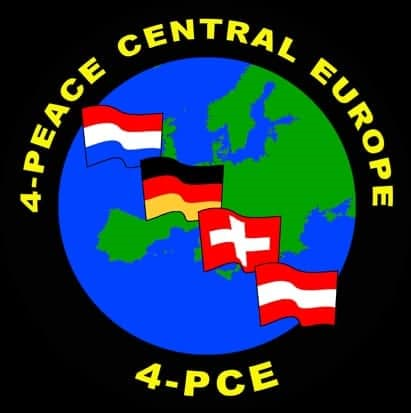
Das gemeinsame Logo der vier Partner

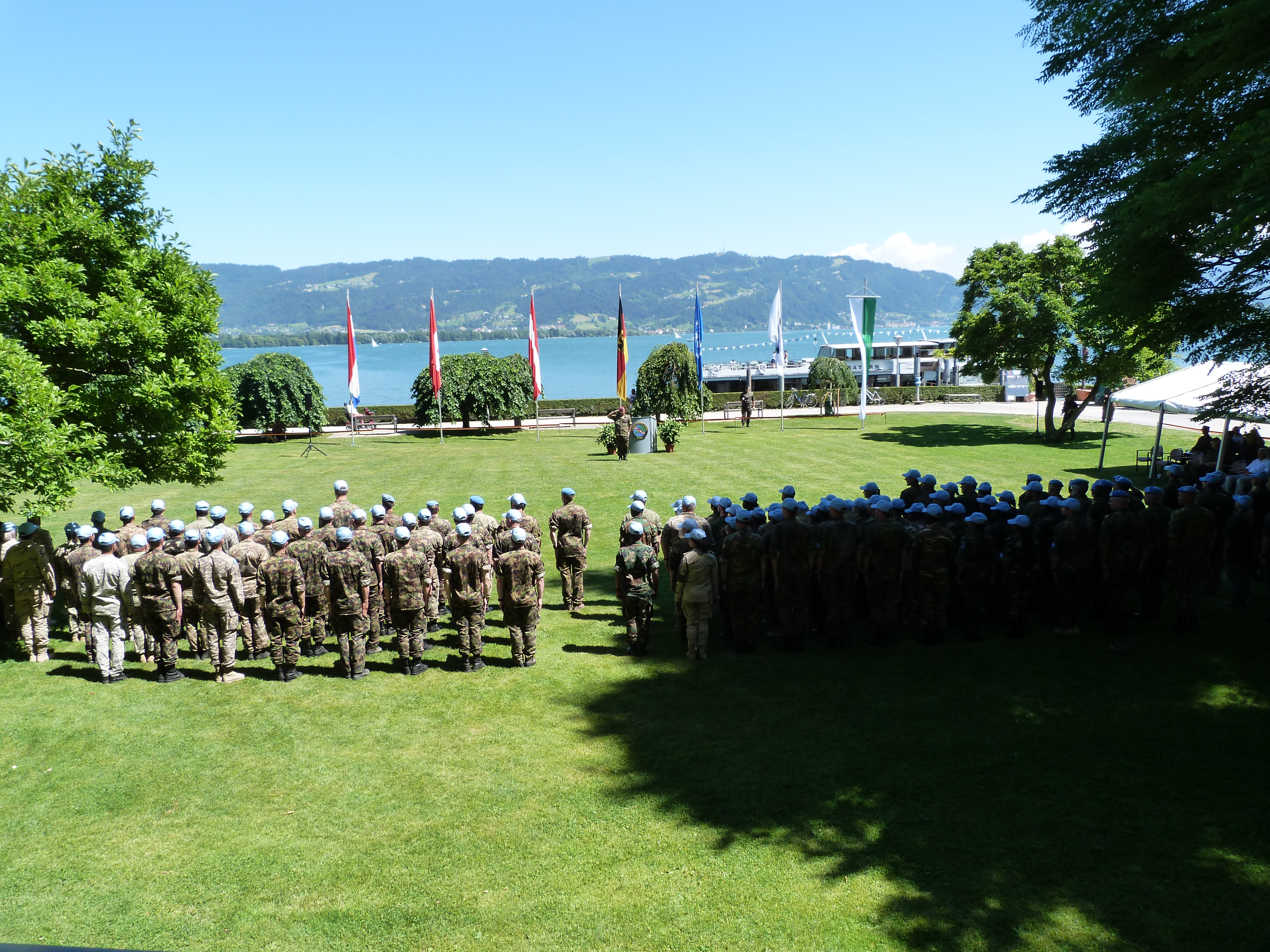
Eröffnungsappell der Übung 4 PCE 2019 auf der Insel Lindau im Juni 2019

Fo(u)r Peace Central Europe, gelegentlich, insbesondere im formlosen Schriftverkehr, auf Logos, Ärmelaufnähern o. ä. auch 4 Peace Central Europe oder kurz 4-PCE oder 4PCE (ausgesprochen fōr-pī-cī-ī) bezeichnet eine militärische Kooperation von militärischen Ausbildungszentren in Deutschland, in den Niederlanden, in der Schweiz und in Österreich. Die eigentümliche Schreibweise soll in einem Begriff zwei Dinge vereinen: sowohl die Aussage, dass es sich um vier Nationen handelt als auch, dass diese (im weiteren Sinn) für den Frieden in Mitteleuropa bzw. im Schulterschluss aus Mitteleuropa für den Weltfrieden agieren (in welchem die vier Nationen, die Niederlande im weiteren Sinne, geographisch und kulturell liegen).
Die Übungs- und Trainingszentren sind im Einzelnen
- das VN-Ausbildungszentrum der Bundeswehr in Hammelburg, Deutschland,
- der Auslandseinsatzbasis des österreichischen Bundesheeres (Austrian Armed Forces International Centre (AUTINT))[1] in Götzendorf an der Leitha, Österreich,
- die niederländische Schule „for Peace Operations“ (NLD SPO) in Harskamp, Niederlande sowie
- das Trainingszentrum der Schweizer Armee „International Command“ (TC SWISSINT) in Oberdorf bei Stans, in der Schweiz.

Die quadrolaterale Kooperation umfasst zwar prinzipiell alle Bereiche der Ausbildung die von den genannten Zentren angeboten werden, der Schwerpunkt liegt aber in der Kooperation bei der Durchführung des Lehrgangs „Military Expert on Mission“ (UNMEoM), der Offiziere zum Militärbeobachter qualifiziert.

## Kooperation beim Lehrgang „Military Expert on Mission“ (UNMEoM)
Der UNMEoM (früher bzw. in einigen Ländern noch heute genannt United Nations Military Observer Course, UNMOC) ist ein grundsätzlich auf drei Wochen Dauer angelegter und durch VN Vorgaben standardisierter Kurs. Ausbildungszentren, wie die im 4-PCE Verbund zusammengeschlossenen, können sich diesen Kurs von dem zuständige Departement for Peace Operations (DPO/ITS) zertifizieren lassen. Voraussetzung ist eine transparente und mit den Vorgaben absolut deckungsgleiche, moderne und aktuelle Durchführung der Ausbildung. Der Kurs beim deutschen VN-Ausbildungszentrum wurde erstmals im Jahre 2007 durch das zuständige Departement for Peace Operations (DPO) der VN zertifiziert, der Kurs von SWISSINT erhielt die Zertifizierung erstmals 2008. Dies ist bei allen vier genannten Ausbildungszentren der Fall. Lehrgangsteilnehmer sind i. d. R. Offiziere vom Dienstgrad Oberleutnant bis Major aus prinzipiell allen Mitgliedsnationen der Vereinten Nationen, die über eine Armee verfügen. Der UNMEoM umfasst zunächst theoretische Anteile und praktische Ausbildungen am jeweiligen Standort und schließt dann mit einer so genannten Abschlussübung „Blue Flag“ ab. Die Kooperation der vier Partnernationen gereicht durch Synergieeffekte zum Vorteil aller, da zum Beispiel durch die jeweilige Abstellung von Ausbildern auch Erfahrungs- und Wissensaustausch forciert wird und die Ressource Personal effizienter eingesetzt wird. Zudem gewinnen die Lehrgänge an Internationalität und durch Ausbilder mit individueller und konkreter VN-Einsatzerfahrung auch an Authentizität.

## Entwicklung der Kooperation
Die militärische Kooperation der Ausbildungszentren begann, zunächst mit rein bilateralen Vereinbarungen, im Jahre 1993 und umfasste zunächst im Wesentlichen den Austausch von Ausbildern. Dies war insbesondere für die Bundeswehr von Bedeutung, da Deutschland, im Gegensatz zu den anderen genannten Armeen in der Phase des Kalten Krieges keine unmittelbaren Einsatzerfahrungen durch die Gestellung von Militärbeobachtern im Rahmen der Vereinten Nationen machen konnte. Im Laufe der Jahre entwickelte sich daraus eine quadrolaterale Kooperationsvereinbarung. Als Plattform für die Koordinierung finden dazu im halbjährlichen Turnus eine Commanders’ Conference (CC) mit den vier Kommandanten/Kommandeuren sowie in Vorbereitung auf diese wenige Wochen zuvor ein so genanntes Chief Instructure Meeting (CIM) mit den vier Ausbildungsleitern jeweils im Wechsel in einem der Partnerländer statt. Dabei hat es sich mittlerweile in der Abfolge und dem Gesetz der Zahl „4“ folgend eingespielt, dass in „ungeraden“ Jahren die CC und das CIM im Frühjahr in Österreich und im Herbst in den Niederlanden, in „geraden“ Jahren im Frühjahr in der Schweiz und im Herbst in Deutschland stattfinden.
Kooperationen zwischen VN-Ausbildungszentren sind an sich nicht ungewöhnlich. Die Ausprägung dieser bei den 4-PCE Partnernationen, mit einem zeitlich abgestimmten MEoM-Lehrgang im jeweiligen Land und anschließender gemeinsamer Abschlussübung, ist weltweit aber einzigartig.

## Die Abschlussübung Blue Flag – Fo(u)r Peace Central Europe

### Rahmendaten der Übung
Die sich stetig vertiefende Kooperation führte dazu, dass erstmals im Jahre 2009 eine VN Militärbeobachterausbildung aller vier Länder gestaltet werden konnte, die mit einer gemeinsamen Abschlussübung im Bodenseeraum endete.
Die Übung „Blue Flag – Fo(u)r Peace Central Europe 201X“ (jeweils benannt nach dem Jahr der Durchführung) ist eine länderübergreifende, jährlich stattfindende militärische Übung unter Leitung der vier genannten Framework Nationen und Beteiligung von bis zu 400 Soldaten und Einbindung von nichtmilitärischem Personal (Polizisten, zivile Rollenspieler, Vertreter von NGOs, Angehörige des ZIF teilw. auch von lokaler Wohnbevölkerung). Die Übung ist weltweit die größte dieser Art.
Der Übungsraum liegt im Umkreis des Bodensees und umfasst im Süden Kantone der Nordostschweiz, in der Mitte den Norden das Landes Vorarlberg sowie im Norden in erster Linie den Landkreis Lindau in Bayern, wobei auch der Landkreis Ravensburg in Baden-Württemberg im Übungsgeschehen tangiert wird.
Der Raum Bodensee wurde gewählt, da hier die Zentren aus Deutschland, der Schweiz und Österreich taktisch in räumlicher Nähe die jeweiligen Teilübungen durchführen konnte. Neben politischen sprechen auch ganz pragmatische Gründe gerade für diesen Raum: Soldaten in Leitungs- und Organisationspersonal können ohne Grenzüberschreitung im eigenen Land bleiben. (Da zwei der vier Nationen keine NATO-Länder sind, ist ein Grenzübertritt von Soldaten des Bündnisses in die neutralen Staaten regelmäßig nur mit langwierigen Antragsformalitäten und nicht ad hoc möglich). Die Lehrgangsteilnehmer aus den Niederlanden wurden (und werden bis heute) mit Übungsbeginn jeweils auf die Team Bases der drei Sektoren aufgeteilt. Seither nehmen jedes Jahr im Sommer internationale Lehrgangsteilnehmer aus Ländern aller Kontingente an der Übung über die Dauer von sechs Tagen teil. Im Jahre 2019 waren das zum Beispiel 136 Übungsteilnehmende aus insgesamt 48 Nationen von vier Kontinenten und 400 Leitungs-/Rollenspielerpersonal.

### Ablauf der Übung

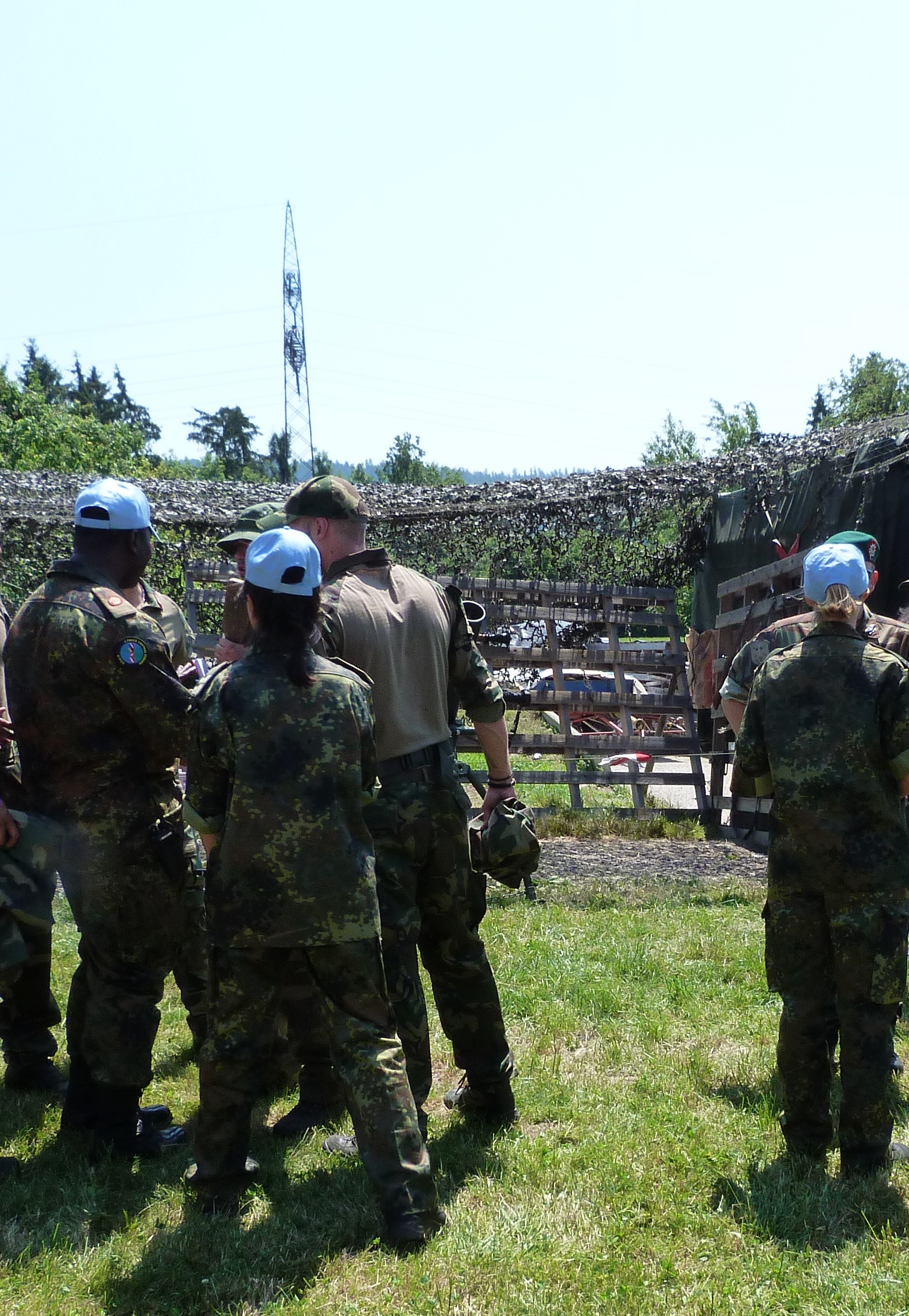
Lehrgangsteilnehmer (erkennbar durch die blauen Kopfbedeckung) bei der Gesprächsführung mit Angehörigen der fiktiven Konfliktparteien

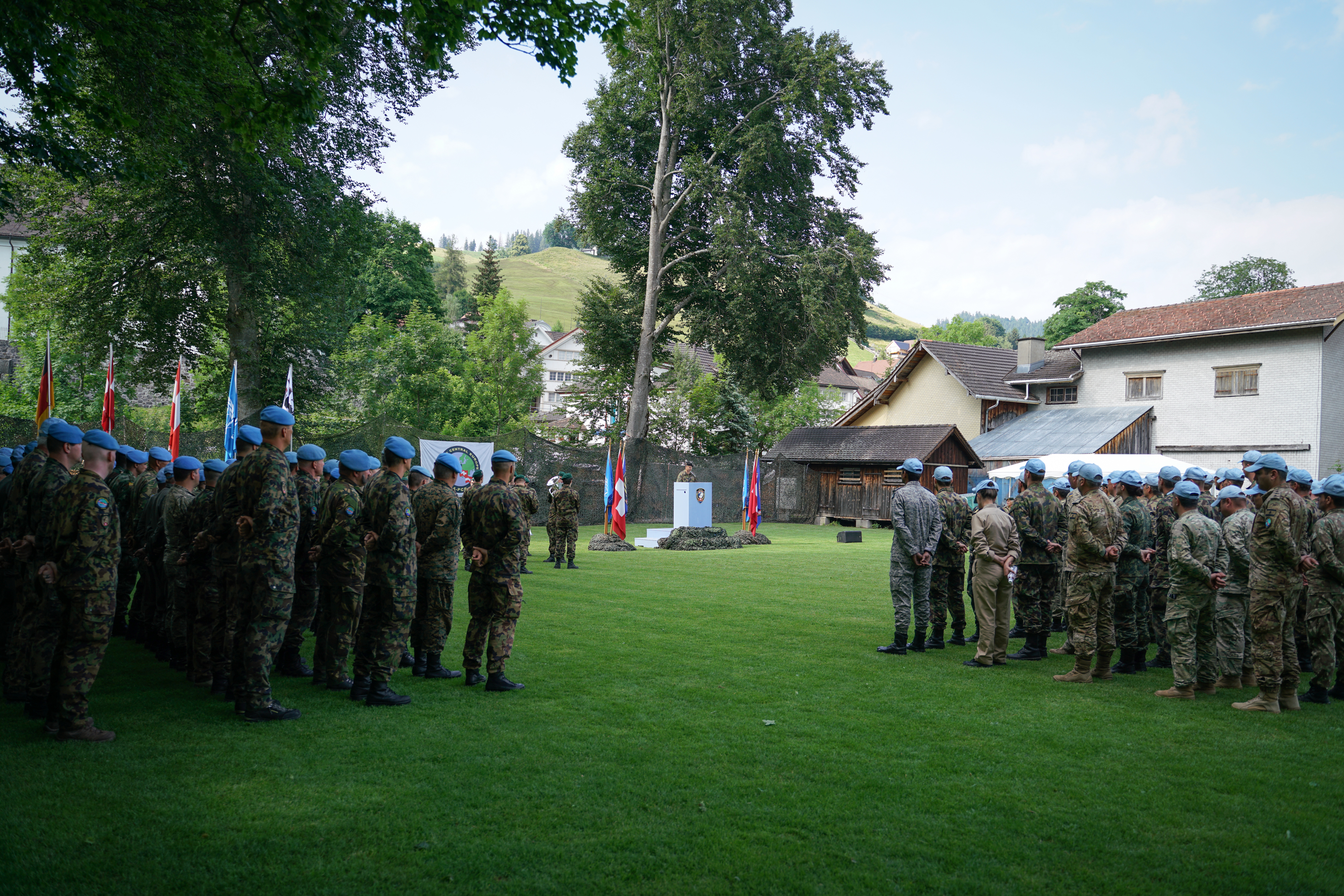
Abschlusszeremonie (Closing ceremony) nach Ende der Übung 4 PCE Blue Flag im Juli 2019 im schweizerischen Gais

Die erste Einweisung in die Übung erfolgt zunächst im Bereich der jeweiligen SHQ in Deutschland, Österreich oder der Schweiz. Zugleich werden die Teilnehmer aus den Niederlanden verteilt.
Am Folgetag, stets ein Freitag, erfolgt eine zentrale Einweisung aller Übungsteilnehmer auf der „operativen Ebene“ in der Hospitalstiftung auf Lindau.
Die Übung beginnt formal dann kurz darauf weniger hundert Meter weiter mit einem feierlichen Eröffnungsappell auch auf der Bodenseeinsel unweit der Spielbank. Anschließend verlegen die Übungsteilnehmer auf ihre Team Basen im Umkreis des Bodensees und erhalten in den Folgetagen vielfältige Aufträge. Dazu zählen Patrouillen fahren, an Aufklärungsflügen mit einem Hubschrauber teilzunehmen, Grenzkonflikte schlichten, Absprachen mit Wahlbeobachtern treffen, „Village-Profiles“ erstellen, Kontakt mit „Key-Leadern“ aufnehmen, Waffen- oder Kriegsgefangenenlager zu sichten, den Austausch von Gefangenen monitoren, den Waffenstillstand überwachen und Bruch dessen erkennen, verifizieren und melden o. ä. Eine große Bedeutung hat auch dem Erkennen und möglichst Schlichten/Beenden von Menschenrechtsverletzungen. Die Übung endet sechs Tage später mit einem Abschlussappell im Wechsel in Hittisau in Österreich oder in Gais, in der Schweiz, bei dem die Lehrgangsteilnehmer durch die vier Kommandeure/Kommandanten die Teilnahmeurkunden überreicht bekommen.
Die Übung wurde seit 2009 stets weiterentwickelt und hat jetzt den Charakter einer „Freilaufenden Übung“, d. h. die Lehrgangsteilnehmer agieren frei auf Problemstellungen, die sich in einem Übungsszenario ergeben, müssen eigenständige taktische Entschlüsse entwickeln und Ressourcen eigenständig einplanen. D. h. die angehenden Militärbeobachter müssen zahlreiche Szenarien meistern, die ihnen in einem realen Einsatz ebenfalls begegnen können. Zudem leben sich faktisch auf sich gestellt auf ihrer Team Base und müssen sich z. B., wie später dann im Süd-Sudan, in der West-Sahara oder im Libanon ihr Leben autark „organisieren“, also z. B. eigenständig auf „lokalen Märkten“ mit einer Bevölkerung die eine fremde Sprache spricht mit Lebensmitteln versorgen und später in Teamarbeit die Mahlzeiten selbst zubereiten.
Die Leitungsorganisation definiert nur den allgemeinen Rahmen und gibt Folgeaufträge an den jeweilig eingeteilten Führer der Teambases. 2018 feierte man die das zehnjährige Jubiläum dieser gemeinsamen Übung.
Eine Besonderheit ist, dass das besondere Szenario es ermöglicht, dass teilweise lokale Wohnbevölkerung, die ja taktisch die Bewohner des fiktiven Übungsraumes darstellen sollen, auf freiwilliger Basis mit in das Übungsgeschehen eingebunden werden (z. B. lokale Bürgermeister oder Ortsvorsteher, Pfarrer, Dorfbewohner, die einer angenommenen verfolgten Minderheit angehören u. ä.).
Weltweit entsenden die Vereinten Nationen Militärbeobachter in Kriegsgebiete für den Prozess der Friedenserhaltung (Peacekeeping) bzw. auch Friedensschaffung (Robust Peacekeeping/Peace Enforcement). Ihr Auftrag besteht u. a. darin, die Einhaltung von Waffenstillstandsabkommen zu überwachen oder zwischen Konfliktparteien zu vermitteln. Der Umgang mit den Konfliktparteien ist ein wesentlicher Bestandteil der Ausbildung. Ihr Einsatz erfolgt prinzipiell unbewaffnet. Zentrale Fragen sind dabei:
- Wie komme ich mit den Vertretern der jeweiligen Seite in Kontakt?
- Wie gehe ich mit der Zivilbevölkerung um? Wie schütze ich Zivilisten?
- Wie schütze ich mich und meine Kameraden?

Da der Militärbeobachter nicht bewaffnet ist und unparteiisch agieren soll, kommt es insbesondere auf gutes Verhandlungsgeschick und seine die Fähigkeit, deeskalierend zu wirken, an.
Die militärische Übung ist so angelegt, dass genau diese Fragestellungen behandelt werden und die angehenden Militärbeobachter auch im Szenar Krisen bewältigen müssen, die für den späteren echten Einsatz plausibel sind.
Die angehenden VN-Militärbeobachter verteilen sich dabei auf drei Übungssektoren in einem fiktiven Land „Centland“, das sich in der Übungsannahme in der Bodenseeregion in Österreich, der Schweiz und Deutschland befindet. Aus ablauforganisatorischen Gründen verlaufen die fiktiven Grenzen der Sektoren im Zuge der tatsächlichen Staatsgrenzen. Die Militärbeobachter operieren aus zwei „Teambases“ pro Sektor, jeweils auf einer Seite einer angenommenen Waffenstillstandslinie gelegen. Diese werden wiederum von einem der jeweiligen „Sector Headquarters“ in Scheidegg (D), Riefensberg (A) und Appenzell (CH) geführt. Die Übung wurde seit 2009 stets weiterentwickelt. So wurde im Jahre 2019 erstmals im Rahmen der Übung ein gemeinsames operatives Oberkommando (ein s.g. Field HQ) mit Offizieren (Stammpersonal der Ausbildungszentren) aller vier Nationen in Hittisau aufgestellt, das die genannten taktischen SHQ aus der operativen Ebene führte. Auch wurde erstmals eine sektorenübergreifende Übungspresse dargestellt und entsprechend überregionalen Printmedien mit Berichten aus allen Sektoren wurden hergestellt und verteilt. Mit dem erfolgreichen Abschluss des Lehrgangs sind die Teilnehmenden befähigt, als VN-Militärbeobachter, (falls ihre Heimatländer zu den OSZE gehören, auch als OSZE-Beobachter), weltweit (im Falle der OSZE in der nördlichen Hemisphäre) in Krisenregionen entsendet zu werden.

## Besuche
Die Abschlussübung wird regelmäßig durch höchste Vertreter und Delegationen aus Politik und Militär aus den vier Partnernationen und hochrangigen Delegationen von Armeen anderer Kontinente besucht. Daneben sind auch die lokale Honoratioren (Bürgermeister, Landräte, Bezirksobmänner usw.) der Städte und Gemeinden, Landkreise, Bezirke und Kantone des Übungsraumes regelmäßige Besucher der Übung. Im Juli 2016 war der damalige Bundespräsident Joachim Gauck ein Besucher der Übung. Er nahm den Besuch auch zum Anlass, um von Deutschland mehr Bereitschaft zur Übernahme von Verantwortung auf dem internationalen Parkett einzufordern.